# Улица Санникова
Улица Са́нникова — улица в районе Отрадное Северо-Восточного административного округа города Москвы. Проходит от улицы Хачатуряна до улицы Декабристов.

## Название
Название улицы перенесено в 1983 году с упраздненной в 1976 году улицы Санникова (до 1965 года — Центральной) в Бескудникове, данное в честь Якова Санникова, промышленника и исследователя Новосибирских островов. Название улицы входит в комплекс названий, связанных с темой полярных исследований в связи с расположением на севере Москвы.

## Описание
Улица Санникова проходит на север, начинаясь от улицы Хачатуряна и параллельно ей заканчивается на улице Декабристов. Улицы Санникова и Хачатуряна за улицей Декабристов переходят в две противоположные стороны Северного бульвара, являющегося в этом месте особенно широким. Между этими улицами располагается парк «Отрадное».

## Общественный транспорт

### Внеуличный транспорт

#### Станцииметро
- Отрадное

### Наземный транспорт

#### Автобусы
- 98: Юрловский проезд — улица Санникова —  Отрадное —  Алтуфьево —  Лианозово
- 628: Ясный проезд —  Свиблово —  Ботанический сад — улица Санникова —  Отрадное